# 石谷春貴
石谷 春貴（いしや はるき、1992年1月14日 - ）は、日本の男性声優。宮崎県延岡市出身。大沢事務所所属。
代表作は、『AKIBA'S TRIP -THE ANIMATION-』（伝木凱タモツ）、『ヒプノシスマイク』（山田二郎）、『通常攻撃が全体攻撃で二回攻撃のお母さんは好きですか?』（大好真人）など。

## 来歴
中学時代、友人に誘われて児童劇団の裏方の手伝いをして演技に興味を持つ。ずっと陸上をやっていたが、高校2年生の時の大会で試合中に怪我を負い、次の日に医者から「高校生のうちはもう陸上ができない」と言われ、続けることを断念。入院中に放送されていた『クレヨンしんちゃん』の野原ひろしの台詞に感銘を受け、本格的に声優を志す。
群馬県の大学に通い、アルバイトをして養成所の入学費、東京への遠征費のお金を貯めて、演技経験ゼロから始める。
プロ・フィット声優養成所卒業。
2017年、『AKIBA'S TRIP -THE ANIMATION-』の伝木凱タモツ役で初主演。
2019年、第13回声優アワードにて、『ヒプノシスマイク』として歌唱賞を受賞。
2022年1月1日、プロ・フィットが同年3月末で閉鎖することに伴い、大沢事務所へ移籍。

## 人物
四人男兄弟の長男。趣味はジョギング、筋トレ、ストレッチ。特技はマッサージ。
高校時代はお祭りの屋台、関東に来てから幼稚園の保育、広告代理店の営業の付き添い、飲食店、コンビニのアルバイトをしていた。

## 出演
太字はメインキャラクター。

### テレビアニメ
2013年
- ゴールデンタイム（2013年 - 2014年、新入生2）
- ストライク・ザ・ブラッド（船員・配達員）
- 世界でいちばん強くなりたい!（観客）
- ファンタジスタドール（男子）
- 機巧少女は傷つかない（学生B）
- 恋愛ラボ（男子）
- 私がモテないのはどう考えてもお前らが悪い!（男子生徒）

2014年
- 失われた未来を求めて
- ウィッチクラフトワークス（男子生徒）
- selector infected WIXOSS / selector spread WIXOSS（小湊歩）
- M3〜ソノ黒キ鋼〜（男子生徒A・店員）
- オオカミ少女と黒王子（上田一輝、カップル男性、ナンパ男）
- 彼女がフラグをおられたら（放送部員A）
- 月刊少女野崎くん（男子）
- 白銀の意思 アルジェヴォルン（男性看護師）
- 精霊使いの剣舞（観客）
- ソードアート・オンライン シリーズ（2014年 - 2019年、ケットシー、プレイヤー、ジンク） - 3シリーズ
- ノーゲーム・ノーライフ（農林大臣）
- ノブナガ・ザ・フール（ケンシンの家臣）
- ノラガミ（通行人A）
- Persona4 the Golden ANIMATION（男子）
- 魔弾の王と戦姫（伝令）
- まじもじるるも（菅原始）
- マンガ家さんとアシスタントさんと（配達員）
- 龍ヶ嬢七々々の埋蔵金（店員）

2015年
- アルスラーン戦記（2015年 - 2016年、兵士、市民） - 2シリーズ
- 終わりのセラフ（警備兵、吸血鬼、兵士、アナウンス、貴族） - 2シリーズ
- 機動戦士ガンダム 鉄血のオルフェンズ（2015年 - 2017年、チャド・チャダーン、少年兵） - 2シリーズ
- 四月は君の嘘（観客、男子生徒）
- Charlotte（男子生徒雨宮）
- 純潔のマリア（騎士B）
- 食戟のソーマ（2015年 - 2020年、男子学生C、男子生徒A、サービス部門男子A、観客B、男子生徒 他） - 5シリーズ
- スタミュ（生徒）
- 聖剣使いの禁呪詠唱（竹中）
- ダイヤのA シリーズ（2015年 - 2019年、観客、東尾修二、増田優人、安達、増田篤史） - 2シリーズ
- 高宮なすのです! 〜てーきゅうスピンオフ〜（男B、ヤ●ザA、闇の男C）
- ダンジョンに出会いを求めるのは間違っているだろうか（2015年 - 2020年、客、メンバーB、カヌゥの仲間A、ラウル・ノールド）- 2シリーズ
- てーきゅう（盗賊B、兎亀中選手B）
- To LOVEる -とらぶる- ダークネス 2nd（生徒B）
- ハイキュー!! セカンドシーズン（扇西部員）
- ビキニ・ウォリアーズ（魔法使い、謎の声）
- 響け!ユーフォニアム（2015年 - 2024年、塚本秀一） - 3シリーズ
- ヘヴィーオブジェクト（兵士、管制官）
- 落第騎士の英雄譚（生徒達、上級生）

2016年
- Re:ゼロから始める異世界生活（2016年 - 2025年、村の若者、村人、テムズ） - 2シリーズ
- うさかめ（生徒B）
- Occultic;Nine -オカルティック・ナイン-（男子生徒A、男性、大学生）
- 斉木楠雄のΨ難（イケメン男子、生徒B、前田タカユキ、杉山春夫、若者C）
- Dimension W（学生）
- ねじ巻き精霊戦記 天鏡のアルデラミン（ニハド・ヒゥ）
- 舟を編む（社員）
- ブブキ・ブランキ（生徒、野々由樹、デモクラティア兵、警備兵） - 2シリーズ
- ふらいんぐうぃっち（警官）
- フリップフラッパーズ（村人）
- マジきゅんっ!ルネッサンス（男子生徒）
- モンスターハンター ストーリーズ RIDE ON（書士隊員C）

2017年
- AKIBA'S TRIP -THE ANIMATION-（伝木凱タモツ）
- クズの本懐（水笛龍也、男）
- クラシカロイド（スタッフ）
- 風夏（男性客、観客、バンドメンバー）
- アリスと蔵六（三鷹）
- Re:CREATORS（男、菱川）
- ソード・オラトリア ダンジョンに出会いを求めるのは間違っているだろうか外伝（ラウル・ノールド）
- 100%パスカル先生（ヒーローパスカル / ヒーローパスカルV / ヒーローパスカルV2、ヘビ、トナカイパスカル）
- 有頂天家族2（警官）
- 18if（ゆるキャラダイバー）
- ゲーマーズ!（雅也）
- 妖怪アパートの幽雅な日常（石井、男子A）
- カイトアンサ（アニブ）
- 活撃 刀剣乱舞（市村鉄之助）
- THE IDOLM@STER Prologue SideM -Episode of Jupiter-（スタッフ）
- Infini-T Force（若者）
- Wake Up, Girls! 新章（男子B、ワグナーC）
- 魔法陣グルグル（ガルリロ）
- ブレンド・S（客）
- アニメガタリズ（生徒）
- 将国のアルタイル（市民C）
- 妹さえいればいい。（お客さんB）

2018年
- 覇穹 封神演義（羊飼いの少年）
- ハクメイとミコチ（集金屋バッタ）
- キリングバイツ（学生、流氓）
- グランクレスト戦記（イゴール・コンスタンス、近衛兵、ノルド伯）
- 甘い懲罰〜私は看守専用ペット（警備員A、鮫島剛、囚人） - 通常版
- アイカツフレンズ!（2018年 - 2019年、友希かずね） - 2シリーズ
- ヒナまつり（生徒会長）
- デビルズライン（警官、宇野、機動隊員）
- ダーリン・イン・ザ・フランキス（職員D）
- 東京喰種トーキョーグール:re（黒磐武臣） - 2シリーズ
- Lostorage conflated WIXOSS（小湊歩）
- 鹿楓堂よついろ日和（柴野亮平）
- おしりたんてい（2018年 - 2023年、はかせのじょしゅ、さるちえお、カメかめお、メガネ / たなかメガネ、さる学生 他）
- ゴールデンカムイ（2018年 - 2022年、三島、少年たち） - 2シリーズ
- ハイスクールD×D HERO（リーバン・クロセル、歴代白龍皇）
- BANANA FISH（アレックス）
- 七星のスバル（剣士、冒険者）
- ハイスコアガール（小学生男子A）
- オーバーロードIII（ペスペア侯）
- ラディアン（2018年 - 2020年、住民D、ビイ、兵士B、ジョン・ジャック、モルドレッド 他） - 2シリーズ
- 転生したらスライムだった件（2018年 - 2024年、リグル / リーダー） - 3シリーズ
- 宇宙戦艦ティラミスII（生協の人）
- 抱かれたい男1位に脅されています。（三田丸一）
- RErideD-刻越えのデリダ-（フント）

2019年
- エガオノダイカ（ピアース・ソーン）
- かぐや様は告らせたい〜天才たちの恋愛頭脳戦〜（2019年 - 2022年、男子生徒A、選挙委員、王子） - 3シリーズ
- ブギーポップは笑わない（インターン）
- えんどろ〜!（四天王D、男）
- フルーツバスケット（配達員、男性客）
- この音とまれ!（足立実康） - 2シリーズ
- 賢者の孫（騎士養成士官学院生）
- 女子高生の無駄づかい（イケメン）
- Dr.STONE（科学部部員）
- キラッとプリ☆チャン（2019年 - 2020年、マイケル黒川）
- 通常攻撃が全体攻撃で二回攻撃のお母さんは好きですか?（大好真人）
- ロード・エルメロイII世の事件簿 -魔眼蒐集列車 Grace note-（生徒）
- 戦姫絶唱シンフォギアXV（暴走族）
- トライナイツ（天河将吾）
- ぼくたちは勉強ができない!（吉田）
- XL上司。（須藤圭介） - 通常版
- アフリカのサラリーマン（カワウソ）
- 星合の空（男子生徒、川上翔）

2020年
- 群れなせ!シートン学園（間様人）
- 異種族レビュアーズ（レギュラーモブA）
- あひるの空（橘）
- アイカツオンパレード!（友希かずね）
- 理系が恋に落ちたので証明してみた。（男子）
- ミュークルドリーミー（ロボット）
- グレイプニル（森田）
- 本好きの下剋上 司書になるためには手段を選んでいられません（シキコーザ）
- GREAT PRETENDER（リーダー）
- パズドラ（ハルマ）
- 『ヒプノシスマイク -Division Rap Battle-』Rhyme Anima（2020年 - 2023年、山田二郎） - 2シリーズ
- 魔女の旅々（町人）
- 戦翼のシグルドリーヴァ（馬場・凌士）

2021年
- IDOLY PRIDE（牧野航平）
- 装甲娘戦機（団員）
- スケートリーディング☆スターズ（花野唯織）
- ホリミヤ（2021年 - 2023年、溝内大樹） - 2シリーズ
- 転生したらスライムだった件 転スラ日記（リグル）
- 究極進化したフルダイブRPGが現実よりもクソゲーだったら（マーチン）
- 86-エイティシックス-（2021年 - 2022年、ダイヤ・イルマ） - 2シリーズ
- 聖女の魔力は万能です（ダミアン・ゴルツ）
- 東京リベンジャーズ（少年B、愛美愛主D、東卍A、東卍）
- セブンナイツ レボリューション -英雄の継承者-（ボリュクス）
- ドラゴン、家を買う。（兵士B）
- ぼくたちのリメイク（鹿苑寺貫之）
- EDENS ZERO（アンドロイド研究員）
- NIGHT HEAD 2041（亀田洋次）
- マブラヴ オルタネイティヴ（岩城副官）
- 結城友奈は勇者である -大満開の章-
- TSUKIPRO THE ANIMATION 2（AD）
- 鬼滅の刃 遊郭編（鬼）

2022年
- その着せ替え人形は恋をする（生徒）
- オリエント（真田青志） - 2シリーズ
- 薔薇王の葬列（アンソニー）
- 現実主義勇者の王国再建記（ピルトリー・サラセン）
- リーマンズクラブ（八神純）
- RPG不動産（魔法使い）
- ようこそ実力至上主義の教室へ 2nd Season（浜口哲也）
- 神クズ☆アイドル（灘ユキナリ）
- カードファイト!! ヴァンガード will+Dress（会社員）
- 惑星のさみだれ（秋谷稲近〈青年〉）
- 魔入りました!入間くん（2022年 - 2023年、ワルブ）

2023年
- イジらないで、長瀞さん 2nd Attack（会長）
- 陰の実力者になりたくて!（男子生徒、生徒）
- 異世界のんびり農家（ダガ）
- 最強陰陽師の異世界転生記（男）
- 六道の悪女たち（飯沼波瑠也）
- 魔法少女マジカルデストロイヤーズ（ドルオタ）
- アリス・ギア・アイギス Expansion（南平 リーダー）
- 山田くんとLv999の恋をする（男性客）
- 白聖女と黒牧師（アベル）
- シュガーアップル・フェアリーテイル（戦士妖精A）
- うちの会社の小さい先輩の話（吉田正雄）
- お嬢と番犬くん（田丸）
- 新しい上司はど天然（会社員、藤原）
- アンダーニンジャ（雲隠十二郎）

2024年
- 悪役令嬢レベル99 〜私は裏ボスですが魔王ではありません〜（ウィリアム・アレス）
- マッシュル-MASHLE- 神覚者候補選抜試験編（生徒、ゲイル・ギャレット）
- 戦隊大失格（2024年 - 2025年、戦闘員A） - 2シリーズ
- Unnamed Memory（2024年 - 2025年、レナート） - 2シリーズ
- ゆるキャン△ SEASON3（小谷あさひ）
- 小市民シリーズ（オザキ）
- ダンジョンの中のひと（アトト）
- 歴史に残る悪女になるぞ（ウィリアムズ・ヘンリ）
- 結婚するって、本当ですか（伊槻佳祐）
- 村井の恋（平井）
- 多数欠（賀来戦）
- ひとりぼっちの異世界攻略（脳筋莫迦C、盗賊B）
- やり直し令嬢は竜帝陛下を攻略中（ヒューゴ）
- クレヨンしんちゃん（客A）
- 魔王2099（アルバート＝ヘイグラムス）

2025年
- ハニーレモンソーダ（男子生徒）
- 想星のアクエリオン Myth of Emotions（天翅族、虹色の翅の者）
- 花は咲く、修羅の如く（薄頼光希）
- ウィッチウォッチ（原毅）
- アポカリプスホテル（ホテリエロボ2）
- 勘違いの工房主〜英雄パーティの元雑用係が、実は戦闘以外がSSSランクだったというよくある話〜（マクダナット）
- 神椿市建設中。（斯波吾紀良）
- 機械じかけのマリー（アーサー）
- 友達の妹が俺にだけウザい（大星明照）
- 桃源暗鬼（並木度馨）

2026年
- クラスで2番目に可愛い女の子と友だちになった（前原真樹）

### 劇場アニメ
2010年代
- PERSONA3 THE MOVIE #1 Spring of Birth（2013年、チンピラE）
- 心が叫びたがってるんだ。（2015年、福島竜二）
- 劇場版 響け！ユーフォニアムシリーズ（2016年 - 2023年、塚本秀一） - 4作品
- CYBORG009 CALL OF JUSTICE（2016年、008 / ピュンマ、国連兵士A、ガーディアン隊員F）
- GODZILLA（2017年 - 2018年、ジョシュ・エマーソン） - 3部作
- 劇場版 ソードアート・オンライン -オーディナル・スケール-（2017年）
- きみと、波にのれたら（2019年、男B）

2020年代
- 映画 おしりたんてい シリーズ（2020年 - 2024年、チャウチャウ刑事、たなかメガネ、さるちえお、ワンハッタン警察官、ブタの警備員） - 6作品
- アイの歌声を聴かせて（2021年、鈴山）
- グッバイ、ドン・グリーズ!（2022年、男子生徒）
- 劇場版 転生したらスライムだった件 紅蓮の絆編（2022年、リグル）
- 永久少年 Eternal Boys NEXT STAGE（2023年、東十条知架）
- 駒田蒸留所へようこそ（2023年、石岡蒸溜所 所長）
- ひゃくえむ。（2025年、経田）

### OVA
- To LOVEる -とらぶる- ダークネス（2013年、生徒A）
- 最近、妹のようすがちょっとおかしいんだが。（2014年、モブ男）
- 響け！ユーフォニアム「かけだすモナカ」（2015年、塚本秀一） - 第1期Blu-ray第7巻収録番外編
- ストライク・ザ・ブラッド II（2016年、男性B）
- To LOVEる -とらぶる- ダークネス 2nd（2016年、ゴクツブ） - コミックス第15巻限定版
- 蒼き雷霆 ガンヴォルト（2017年、ジーノ[63]）
- まじもじるるも 完結編（2019年、菅原始） - 原作第3部コミックス第9巻OAD付限定版
- 転生したらスライムだった件 OAD（2019年 - 2020年、リグル） - 漫画版第12・14・15巻限定版付属
- ストライク・ザ・ブラッド III（2019年、クルー）
- スタンドマイヒーローズ WARMTH OF MEMORIES（2023年、増原太一[64]）

### Webアニメ
2010年代
- ただいま 思い出の佐賀（2017年、駅アナウンス）
- おかえり 故郷の唐津（2017年、寺島）
- A.I.C.O. Incarnation（2018年、警備員）
- 約束の七夜祭り（2018年、武者・茂兵衛、みつる）
- エロ◆ラバ（2019年、中谷修一）

2020年代
- 腐男子召喚〜異世界で神獣にハメられました〜（2020年 - 2023年、合津原琴音） - 4シリーズ + 1作品
- ハレルヤ -運命の選択-（2020年、部隊）
- ぜつめつきぐしゅんっ。（2020年、イシカワガエルしゅん）
- 幼女社長R（2023年、ドロボウ）
- MONSTERS 一百三情飛龍侍極（2024年、村人たち）
- ライジングインパクト（2024年、先輩C）

### ゲーム
2014年
- ソードアート・オンライン -ホロウ・フラグメント-
- 蒼き雷霆 ガンヴォルト（ジーノ）

2015年
- バンドやろうぜ!（白雪徹平）
- ピルグリムサーガ（主人公〈男〉）
- プリンス・オブ・ストライド（逢沢睦史、閑野誠）

2016年
- トリックスター〜召喚士になりたい〜（格闘家バッファロー）
- Memory's Dogma CODE:01（楠原裕樹）
- メイプルストーリー（デミアン）

2017年
- 参考書連動「エターナル・スターダスト」（伊達翔吾）
- エンドライド -X fragments-（ビワ）
- UNDER NIGHT IN-BIRTH（2017年 - 2024年、ツルギ） - 3作品
- CARAVAN STORIES（ルカ）
- グラナディアサーガ（エヴァン）
- 幻霊物語（周瑜、楽進、文醜）
- 巨影都市
- ダンジョンに出会いを求めるのは間違っているだろうか 〜メモリア・フレーゼ〜（ラウル・ノールド、ラザル・ディアミッド）
- バトルオブブレイド（主人公）
- VBX（蒼井神）
- League of Angels II - リーグオブエンジェルズ2（ダルサス、ムム）

2018年
- 幻獣契約クリプトラクト（レンカ）
- 太極パンダ3 -DRAGON HUNTER-（タリスマン）
- 幻想神域 -Link of Hearts-（ハーデス）
- ブラウンダスト（エディン）
- キングスレイド（ディマエル）
- ラスト・エリュシオン（レイモンド、エルドレッド）
- グリムノーツ（ゼペット）
- オンエア!（青柳帝）
- 軍靴をはいた猫（ハク）
- プレカトゥスの天秤（パトリック・エアトン）
- Q&Qアンサーズ（周瑜、劉備）

2019年
- オルタンシア・サーガ -蒼の騎士団-（エリック）
- なむあみだ仏っ!-蓮台 UTENA-（金剛歌菩薩、増長天）
- ムービーマスター（主人公〈男〉）
- メイプルストーリー2（ナイト 男性）
- クイズRPG 魔法使いと黒猫のウィズ（マサジロウ・サジ）
- ヒーロー'sパーク（エド / 念垣千賢）
- イースIX -Monstrum NOX-（シャンテ）
- CODE VEIN（男性声タイプ6）
- THE KING OF FIGHTERS for GIRLS（ビリー・カーン）
- グラフィティスマッシュ（シュヴァイス）
- ソードアート・オンライン アリシゼーション・ブレイディング / アンリーシュ・ブレイディング（ジンク）
- SDガンダム GGENERATION CROSSRAYS（チャド・チャダーン）

2020年
- にゃんグリラ（レオン、ルネ）
- ディズニー ツイステッドワンダーランド（セベク・ジグボルト）
- ヒプノシスマイク-Alternative Rap Battle-（山田二郎）
- ピコットタウン（男性の城主）
- 徒花異譚（桃太郎）
- エリオスライジングヒーローズ（如月レン）
- キャプテン翼 RISE OF NEW CHAMPIONS（プレイヤーキャラクター）
- OCTOPATH TRAVELER 大陸の覇者（ナール）
- キングダムオブヒーローズ（ベディヴィア）

2021年
- ワールドフリッパー（リカルド）
- ラブコール☆彼と繋がる5分間（青柳湊）
- ジャックジャンヌ（長山登一）
- 共闘ことばRPG コトダマン（ヨルベ）
- 探偵撲滅（外道探偵）
- IDOLY PRIDE（マネージャー〈牧野航平〉）
- Fate/Grand Order（ベリル・ガット）
- 月姫 -A piece of blue glass moon-
- 恋愛戦国ロマネスク 〜影武者姫は運命をあやなす〜（真田幸村）
- Gate of Nightmares（バルサス）
- 悪魔執事と黒い猫（バスティン・ケリー）

2022年
- クロカミサマの晩餐（朝比奈 鎮）
- 夢職人と忘れじの黒い妖精（シオン）
- トライアングルストラテジー（ジェロム・ライズミ）
- 神界奇伝～八百万神の幻想譚～（宮司）
- グランブルーファンタジー（アロゲント）
- 機動戦士ガンダム 鉄血のオルフェンズG（チャド・チャダーン）

2023年
- ファイアーエムブレム エンゲージ（ルイ）
- 永久少年Side Project -トワイライトなスピカ-（東十条知架）
- タワーオブスカイ（ゴドラン）

2024年
- ドラゴンクエストX（国王リズク）
- アルゴナビス -キミが見たステージへ-（鞍馬唯臣）
- 転生したらスライムだった件 テンペストストーリーズ（リグル）
- メタファー：リファンタジオ（ロジャー）
- さくらいろテトラプリズム（梶山先生）
- 18TRIP（北片來人）

### ドラマCD
- 蒼き雷霆 ガンヴォルト 平穏への憧憬 / III（ジーノ[136]）
- アキバズタイムトリップ 〜時をかけるタモツ〜（伝木凱タモツ / 伝木凱ヒロシ） - 「AKIBA'S TRIP -THE ANIMATION-」Blu-rayボックスVol.2特典
- Encore -spring season-（黒瀬和真[137]） ※DL販売
- HELIOS Rising Heroes ドラマCD Vol.4 -North Sector-（如月レン[138]）
- 音戯の譜〜CHRONICLE〜（2019年 - 、一寸法師[139]）
- 「機動戦士ガンダム 鉄血のオルフェンズ」EPISODE DRAMA 壱（チャド・チャダーン[140]）
- 吸血ダーリン case.6 国際結婚・王子編（学生）
- Calling,Darling 2（潮屋杏悟[141]）
- JAZZ-ON!（九鬼煌真）
- ダンジョンに出会いを求めるのは間違っているだろうか外伝 ソード・オラトリア エピソードゼロ「遠征前夜」（ラウル・ノールド[142]） - 小説第8巻ドラマCD付限定特装版
- 転生しまして、現在は侍女でございます。（ディーン[143]）※『転生しまして、現在は侍女でございます。0』ドラマCD付き書籍
- 友達の妹が俺にだけウザい（大星明照[144]） - 小説第4・5・7・8・9巻ドラマCD付き特装版
- Dryadroid-ドライアドロイド-（ナイト[145]）
- バンドやろうぜ!（白雪徹平[146]）
  - 1st single「Dreamer」/BLAST」M3：プロローグボイスドラマ "good morning shout"
  - 「デュエル・ギグ!vol.1 -Cure² tron EDITION-」M10（BONUS TRACK）：オリジナルボイスドラマ「合コンやろうぜ!」
- 響け!ユーフォニアム 5th Anniversary Disc〜きらめきパッセージ〜（塚本秀⼀）
- ヒプノシスマイク-Division Rap Battle-（2017年 - 、山田二郎[147]）
- フェアリーテイル・クロニクル 〜空気読まない異世界ライフ〜 10.5（学生男）
- Fate/Prototype 蒼銀のフラグメンツ Drama CD & Original Soundtrack 第5巻（2019年、モードレッド 他[148]）
- 「放送禁止。」
- ゆるデイズ〜異能力系男子達のゆるゆる生活〜（赤根祐[149]）
- ヨメクラ（多賀零次） - コミックス第7巻ドラマCD付き特装版
- Live us vol.1 - vol.6（2021年、絃花志暉[150][151]）
- レモンスカッシュスコア（2023年、橘千紘[152]）
- ようこそ妄想営業部へ❤「イケボ商事業務報告書」vol.1、2（2023年、石谷ハルキ)

### BLCD
- I HATE（市子[153]）
- あの日の放課後、僕たちは。（茜陽貴[154]）
- 裏切り者のラブソング（テオ）
  - 裏切り者のラブソング2
- 幼馴染じゃ我慢できない とけあう体温盤（トシキ）
- 男やもめも花は咲く（旭川）
- 俺と上司のかくしごと
- かりそめビッチ南くん（田辺）
  - かりそめビッチ南くん〜つづきの話〜
- かわいくない兄貴を喘がす方法（高橋陣）
  - なまいきな弟を愛おしむ方法
- キューピッドに落雷 追撃（愛叶[155]）
- 嫌いじゃないけど人間てコワイ!!（渡辺[156]）
- 恋するヒプノティックセラピー（伊佐木蒼[157]）
- 極道はめがねっコがご褒美（玖珂竜之介[158]）
- この恋はきっと、甘すぎる（桐々谷蒼空）
- ごほうびちくび（菅旭生[159]）
- さんかく窓の外側は夜 7・8巻 限定版CD付（三角康介[160]）
- シャングリラの鳥（カルナ[161]）
- 世話焼きヤンキーは金で買われる（藤川大和[162]）
- それでも君と恋がしたい！（健太）
- 高嶺の花は、散らされたい（蒼葉[163]）
- ダブルフェイスには敵わない（2021年－2023年、安藤要[164]）
- 食べてもおいしくありません（高尾結斗[165]）
  - 食べてもおいしくありません2
- だらしねぇエルフと元兵士長（ロルフ）
- 新妻くんと新夫くん おかわり（配達員[166]）
- 羽賀くんは噛まれたい（山田春樹[167]）
- 馬鹿とハサミ（陽介）
  - 馬鹿とハサミ２
- 腐男子召喚〜異世界で神獣にハメられました〜（腐男子･合津原琴音[168]）
  - コミックス第3巻ドラマCD付き特装版[169]
  - コミックス第5巻ドラマCD付き特装版[69]
  - コミックス第7巻ドラマCD付き特装版[70]
  - 腐男子召喚 〜異世界で神獣にハメられました〜2
- フェロモホリック（豹理雪弥）
- プッシーキングさまの悪癖（ラビ[170]）
- 翻弄系小説家とのロマンスについて（柊あさひ）
- 幕が下りたら僕らは番（宮下、宗）
- ミルクがでちゃう（斗真）
- メメントスカーレット（葉加瀬博満[171]）
- 理解できない彼との事（文治）
- 恋愛なんてゆるしません！（霧島北斗[172]）
- ロストバージン（西沢[173]）
- ロマンチック・ラメント sequel（橘遊真）

### 吹き替え
- ブルービートル（2024年、ハイメ・レイエス / ブルービートル〈ショロ・マリデュエニャ〉[174]）
- トワイライト・ウォリアーズ 決戦! 九龍城砦（2025年、十二少〈トニー・ウー〉[175]）
- プリーチャー（2016年）
- 自由研究には向かない殺人（ザック〈ライコ・ゴーハラ〉
- Call Star -ボクは本当にダメな星?-（2023年、ナナビョー[176]、研究者、赤ちゃん、銀行員）
- 齢5000年の草食ドラゴン、いわれなき邪竜認定 season2（2024年、エドワルド）

### デジタルコミック
- 31番目のお妃様（2020年、ビンズ[177]）
- フロアンダーズ〜flounders〜（2021年 - 2024年、大田ジュン[178]）
- 咲ちゃんは淫魔の子（合掌）（2021年、六原[179][180]）
- 【朗報】俺の許嫁になった地味子、家では可愛いしかない。（2021年、佐方遊一[181]）
- たとえば俺が、チャンピオンから王女のヒモにジョブチェンジしたとして。（2021年、フウタ[182]）
- 悪役令嬢レベル99 〜私は裏ボスですが魔王ではありません〜（2021年、ウィリアム[183]）
- 雪と墨（2022年、浅葱[184]）
- GAIN（2022年、穿貫寺通[185]）
- お狐様の初夜は甘くない（2022年、薄雪）[186]
- さんしょく弁当（2022年、鳴海聡[187]）
- 無欲なボクの不貞行為（2023年、黒沢秋臣）[188]
- Be a good boy， my dear dog（2024年、柾木秋人[189]）
- のあ先輩はともだち。ボイスコミック（2024年、大塚理人[190]）

### ラジオドラマ
- TBSラジオ エブ★ラジ 夜の連続スマホ小説「放送禁止。」[191]
- 水晶の呼び声（榊凛太郎[192]） ※『アニゲラ!ディドゥーーン!!!』内
- 師匠シリーズ （言霊堂：2024年12月[193] - 2025年4月[194]）

### ラジオ
※はインターネット配信。
- アキバ電波警団（2017年、ニコニコ生放送※）[195]
- MAN TWO MONTH RADIO 石谷春貴の無理せず程よくがんばりましょう（2018年 - 2019年、AG-ON※・超!A&G+※）
- Radioオンエア!〜宝石が丘学園放送部〜（2019年 - 2020年、文化放送・超!A&G+※、『A&G TRIBAL RADIO エジソン』内）[196]
- “JAZZ-ON!” the radio（2019年 - 2021年 、YouTube※）[197]
- 石谷春貴、ラジオで磨く。（2020年 - 2023年、音泉※）[198]
- 石谷春貴のらしんばんラジオ （2021年6月、らしんばんチャンネル（YouTubeチャンネル）※）[199]
- 石谷春貴とSHIN（MADKID）の宮崎いっちゃが!!（2022年、超!A&G+※）[200]

### ラジオ・トークCD
- DJCD 石谷春貴、ラジオで磨く。 Vol.1[201]

### ナレーション
- 小学館 『海王ダンテ』 テレビCM（2018年）
- 片おもいのフライパン（2020年8月、BSテレ東）[202]
- 双葉社『石神戦記』CM（2024年[203]）

### テレビ番組
※はインターネット配信。
- 石谷春貴の小春日和（2018年 - 2023年、ニコニコ生放送※）

### 映像商品
- DVDブック 石谷春貴の“飯屋ISHIYA” 番外編 with小林大紀[204]
- 声優ボウリングランプリ7[205]
- 実況×解説！ざわつきバラエティ「声優文化祭」[206]

### 朗読劇
- 朗読劇×オーケストラ「星の王子さま」初演（2017年1月7日、調布市グリーンホール） - うぬぼれや、きつね[207] 役
  - 朗読劇×オーケストラ「星の王子さま」再演（2017年7月9日、調布市グリーンホール） - うぬぼれや[208] 役
- フォトシネマ朗読劇「最果てリストランテ」（2018年4月8日・15日、TOKYO FM HALL）[209]
- KIRAKIRA VOICE LAND VOL.19「LOVE×LETTERS」（2019年4月13日・14日、LAPIN ET HALOT） - 大地（13日）、海斗（14日） 役[210]
- 声の優れた俳優によるドラマリーディング「こゝろ」（2019年5月3日、紀伊國屋サザンシアター TAKASHIMAYA）
- 声優朗読劇フォアレーゼン「嫌がらせ」（2019年9月14日・9月29日・2020年1月18日）
- オーケストラ音楽朗読劇「マエストロ・アントニオ・サリエリ」（2020年1月5日、埼玉会館大ホール） - モーツァルト 役[211]
- 朗読で描く海外名作シリーズ 音楽朗読劇「嵐が丘」（2020年2月23日、TOKYO FMホール）エドガー / ロックウッド 役
- 朗読で描く海外名作シリーズ 音楽朗読劇「オペラ座の怪人」（2020年9月6日、神奈川県立青少年センター 紅葉坂ホール） - ラウル・ド・シャニィ子爵 役[212]
- 声のプロフェッショナルが奏でる日本文学「吾輩は猫である-はじまりの漱石-」（2020年11月1日、紀伊國屋サザンシアター TAKASHIMAYA） - 正岡子規、迷亭[213] 役
- 声のプロフェッショナルが奏でるリーディングシェイクスピア「マクベス」（2020年12月6日、池袋サンシャイン劇場）バンクォー 役他[214]
- 流離う魂 ―小泉八雲の世界―（2020年12月27日、紀伊國屋サザンシアター TAKASHIMAYA） - 小泉八雲 役他[215]
- 朗読で描くミステリー「シャーロック・ホームズ〜特別なあのひと〜」（2021年1月9日、紀伊国屋サザンシアター TAKASHIMAYA）[216]
- 声優朗読劇フォアレーゼン「ベートーヴェンがやって来た！ヤア！ヤア！ヤア！」（2021年2月21日・3月14日・10月31日）
- 声のプロフェッショナルが奏でるリーディングシェイクスピア「ロミオとジュリエット」（2021年4月17日、昭和音楽大学 テアトロ・ジーリオ・ショウワ）
- 声優朗読劇フォアレーゼン「本当はあぶないモーツァルト」（2021年5月30日、三島市民文化会館 大ホール） - 後輩ネコ、大家 役[217]
- CCCreation Presents リーディングシアターVol.2「RAMPO in the DARK」（2021年6月13日、神田明神ホール）[218]
- 朗読劇「わたしの幸せな結婚」（2021年7月10・11日、ところざわサクラタウン ジャパンパビリオンホールA） - 五道佳斗 役[219]
- 朗読で描く海外名作シリーズ 音楽朗読劇「レ・ミゼラブル」（2021年7月17日、KAAT神奈川芸術劇場） - マリウス 役[220]
- 声優朗読劇フォアレーゼン「日光三剣士伝」（2021年10月3日、栃木県総合文化センター メインホール） - 鬼島清忠、部下 役、ナレーション[221]
- 声のプロフェッショナルが奏でる日本文学「三つの愛と、厄災（パンデミック）」（2021年10月16日、紀伊國屋ホール） - ひばり 役他[222]
- 朗読劇「三国志」〜誓いの調べ〜（2021年11月7日、Zepp Fukuoka） - 張飛 役[223]
- リーディングシング「F ショパンとリスト」（2021年11月27日、全電通ホール） - フランツ・リスト 役[224]
- 朗読劇「星降る街」（2022年7月10日、大手町三井ホール）[225]
- 江戸川乱歩 名作朗読劇「怪人二十面相－暗黒星－」（2024年3月2日、博品館劇場） [226]
- 朗読劇「若きウェルテルの悩み」（2024年5月5日、TOKYO FM HALL）[227]
- 朗読劇「ニュー・ルネッサンス・イン・パリ」（2024年7月28日、博品館劇場）[228]
- 江戸川乱歩 名作朗読劇「少年探偵団」（2024年9月4日、紀伊國屋サザンシアター TAKASHIMAYA） - 怪人二十面相 役他[229][230]
- SF空想科学朗読劇「宇宙戦争」(2025年1月12日、I'M A SHOW）[231]
- 音楽朗読劇「仮面の男」〜アレクサンドル・デュマ・ペール「ダルタルニャン物語」より〜（2025年3月9日、博品館劇場） - ダルタニアン 役 他[232][233]
- 生演奏朗読劇「桜桃探偵舎」（2025年5月3日、日経ホール）[234]
- 朗読劇「ネコたん！弐 ぷらす 〜猫町怪異奇譚〜」仮面遊戯殺猫事件（2025年6月17日、あうるすぽっと） - 雨宮将太 役[235][236]
- 朗読劇「胡桃炸裂症候群 -Drosselmeyer Syndrome - 承」（2025年8月22日 - 24日〈予定〉、CBGKシブゲキ!!）[237]
- 朗読劇「成瀬は天下を取りにいく」（2025年9月15日〈予定〉、草月ホール） - 西浦航一郎 役[238]
- VISIONARY READING「三島由紀夫レター教室」（2025年10月12日〈予定〉、紀伊國屋ホール） - 丸トラ一 役[239]

### その他コンテンツ
- つくばエキスポセンター プラネタリウム作品「巨大隕石衝突」（2017年6月3日 - 9月3日、大翔[240]）
- 『彼女、お借りします』 PV（2018年、木ノ下和也）
- オリコンミュージックストア連載「石谷春貴のウラガワ日記」（2018年 - 2019年）[241]
- 同棲花盛り-石谷春貴の場合-（2019年、若村シュン、勢田ユウゴ、駒路タケミ、頼冨ナツキ[242]）
- 恋シチュ「今から行くから」（2019年、アニメBeans）
- 『可愛そうにね、元気くん』 PV（2019年、廣田元気[243]）
- seigura.com コラム「石谷春貴の飯屋“ISHIYA”」（2020年）[244]
- 恋するジュエル・コール（2020年、相良茜[245]）
- 『31番目のお妃様』オーディオドラマ（2020年、ビンズ[177]）※小説第5巻特典QRコード&コミック2巻特典QRコード
- 『ハツコイ・リセット』 Special PV（2020年、鈴賀志麻[246]）
- 百華繚乱センゴクスタァ（2020年、浅黄リュウジ[247]）
- ボイレピ♪ 朝ごはん #5 石谷春貴さんの声で作る「具だくさんなごちそうフレンチトースト」（2020年）[248]
- 森永乳業「PARM クッキー&チョコレート」パルム逆食レポ動画 -今宵あなたをいただきます-（2020年）[249]
- 「エイリアン・アイドル」スペシャルムービー（2020年）[250]
- 耳映画 恋愛編「地球最後の三角関係」（2020年）[251]
- 池袋KAWAIIプロジェクト アンバサダー[252]
- 『絶対ハッピーエンドになる三角関係』 PV（2020年、ねこ、くま[253]）
- ようこそ妄想営業部へ❤（2020年 - 2021年、石谷ハルキ）
- アポロンさんは神すぎる（2021年、ディオニュソス[254][255]）
- めちゃコミック×本屋さん 作品紹介（2021年）[256]
- 法政大学声優研究会アニメーション 短ペン集[257]
- 棚照結神 アリオ西新井キャラクター（2021年 - 、風祭神[258]）
- 『クラスで2番目に可愛い女の子と友だちになった』 PV（2021年 - 2023年、前原真樹[259][260]）
- イケボ声優×シチュボASMR【シュガーサウンド】（2022年、バンドマン彼氏[261]）
- 宝鐘マリン制作ゲーム『The Second World 〜世界のつくりかた〜』ティザームービー（2023年、セフォー）[262]

## ディスコグラフィ

### キャラクターソング
| 発売日   | 商品名                                                                            | 歌 | 楽曲 | 備考                                                                               |
| 2015年   | 2015年                                                                            | 2015年 | 2015年 | 2015年                                                                             |
| -------- | --------------------------------------------------------------------------------- | --- | --- | ---------------------------------------------------------------------------------- |
| 9月16日  | 心が叫びたがってるんだ。 オリジナルサウンドトラック                               | 少女［仁藤菜月（雨宮天）］、王子（罪人）［福島竜二（石谷春貴）］                                                                       | 「あこがれの舞踏会」 | 劇場アニメ『心が叫びたがってるんだ。』劇中歌                                       |
| 9月16日  | 心が叫びたがってるんだ。 オリジナルサウンドトラック                               | 少女［仁藤菜月（雨宮天）］、街の人々                                                                                                   | 「word word word」 | 劇場アニメ『心が叫びたがってるんだ。』劇中歌                                       |
| 9月16日  | 心が叫びたがってるんだ。 オリジナルサウンドトラック                               | 少女［仁藤菜月（雨宮天）］、王子［坂上拓実（内山昂輝）］、世界の人々                                                                   | 「あなたの名前呼ぶよ」 | 劇場アニメ『心が叫びたがってるんだ。』劇中歌                                       |
| 2017年   |                                                                                   | | |                                                                                    |
| 2月1日   | EXIT TUNES PRESENTS ACTORS6                                                       | 柴島犾（石谷春貴） | 「ペテン師が笑う頃に」 | キャラクターCD『ACTORS』関連曲                                                     |
| 2月1日   | EXIT TUNES PRESENTS ACTORS6                                                       | 柴島犾（石谷春貴）、二条佐斗流（ランズベリー・アーサー）                                                                               | 「バレリーコ」 | キャラクターCD『ACTORS』関連曲                                                     |
| 2月1日   | EXIT TUNES PRESENTS ACTORS6                                                       | 柴島犾（石谷春貴）、二条佐斗流（ランズベリー・アーサー）、二条佑斗（古川慎）、宇和島麒平（森嶋秀太）、新木完（佐藤祐吾）               | 「きょうもハレバレ」 | キャラクターCD『ACTORS』関連曲                                                     |
| 10月25日 | Buster Bros!!! Generation                                                         | 山田二郎（石谷春貴） | 「センセンフコク」 | キャラクターCD『ヒプノシスマイク』関連曲                                           |
| 12月20日 | ACTORS - Songs Collection2 -                                                      | 柴島犾（石谷春貴） | 「このふざけた素晴らしき世界は、僕の為にある」 | キャラクターCD『ACTORS』関連曲                                                     |
| 2018年   |                                                                                   | | |                                                                                    |
| 5月16日  | Buster Bros!!! VS MAD TRIGGER CREW                                                | Buster Bros!!!、MAD TRIGGER CREW | 「WAR WAR WAR」 | キャラクターCD『ヒプノシスマイク』関連曲                                           |
| 5月16日  | Buster Bros!!! VS MAD TRIGGER CREW                                                | Buster Bros!!! | 「IKEBUKURO WEST GAME PARK」 | キャラクターCD『ヒプノシスマイク』関連曲                                           |
| 11月14日 | MAD TRIGGER CREW VS 麻天狼                                                        | Buster Bros!!! | 「IKEBUKURO WEST GAME PARK（Boyz Sunshine remix）」 | キャラクターCD『ヒプノシスマイク』関連曲                                           |
| 11月21日 | DUEL GIG EXTRA                                                                    | 白雪徹平（石谷春貴） | 「seek,and find」 | ゲーム『バンドやろうぜ！』関連曲                                                   |
| 11月21日 | Now On Air!                                                                       | 6carats | 「Now On Air!」 | ゲーム『オンエア！』主題歌                                                         |
| 2019年   |                                                                                   | | |                                                                                    |
| 4月24日  | Enter the Hypnosis Microphone                                                     | Division All Stars | 「Hoodstar」 「ヒプノシスマイク -Division Rap Battle-」 「ヒプノシスマイク -Division Battle Anthem-」                                                          | キャラクターCD『ヒプノシスマイク』関連曲                                           |
| 4月24日  | Enter the Hypnosis Microphone                                                     | Buster Bros!!! | 「おはようイケブクロ」 | キャラクターCD『ヒプノシスマイク』関連曲                                           |
| 6月25日  | ヒプノシスマイク -Division Rap Battle- side B.B & M.T.C 第1巻限定版特典CD         | 山田二郎（石谷春貴）、山田三郎（天﨑滉平）                                                                                             | 「BB's City」 | キャラクターCD『ヒプノシスマイク』関連曲                                           |
| 7月31日  | 音戯の譜〜CHRONICLE〜 独法師                                                      | 一寸法師（石谷春貴） | 「隠遊戯」 「独法師」 | 『音戯の譜〜CHRONICLE〜』関連曲                                                    |
| 8月21日  | ACTORS -Extra Edition 8-［佐斗流・犾・麒平］                                      | 柴島犾（石谷春貴） | 「セツナトリップ」 | キャラクターCD『ACTORS』関連曲                                                     |
| 9月5日   | ヒプノシスマイク -Alternative Rap Battle-                                         | Division All Stars | 「ヒプノシスマイク -Alternative Rap Battle-」 | ゲーム『ヒプノシスマイク -Alternative Rap Battle-』主題歌                          |
| 11月6日  | 音戯の譜 〜CHRONICLE〜 2nd series 対盤編 自戯言/Keep on.../輪廻の軛               | 一寸法師（石谷春貴） | 「自戯言」 | 『音戯の譜〜CHRONICLE〜』関連曲                                                    |
| 11月20日 | KING OF FIRE                                                                      | ナギ（平川大輔）、ヨミ（古川慎）、ビリー・カーン（石谷春貴）                                                                           | 「LAST HEAVEN」 | ゲーム『THE KING OF FIGHTERS for GIRLS』関連曲                                     |
| 12月25日 | Buster Bros!!! -Before The 2nd D.R.B-                                             | 山田二郎（石谷春貴） | 「School of IKB」 | キャラクターCD『ヒプノシスマイク』関連曲                                           |
| 2020年   |                                                                                   | | |                                                                                    |
| 1月15日  | 「XL上司。」完全版Blu-ray&DVDコミックフェスタ・アニメ公式ショップ限定特典主題歌CD | 須藤圭介（石谷春貴） | 「XL BO$$」 | テレビアニメ『XL上司。』主題歌                                                     |
| 2月21日  | 学園壮観Zoo/オオカミブルース                                                      | 大狼ランカ（木野日菜）、間様人（石谷春貴）、牝野瞳（宮本侑芽）、子守ユカリ（久野美咲）、獣生ミユビ（小原好美）、猫米クルミ（徳井青空） | 「学園壮観Zoo」 | テレビアニメ『群れなせ！シートン学園』オープニングテーマ                           |
| 2月21日  | JAZZ-ON! Sessions 星屑寄れば文殊の知恵                                            | 桐生蒼弥（益山武明）、九鬼煌真（石谷春貴）                                                                                             | 「トウモロコシ畑のヌムホグ 星屑旅団JAZZアレンジバージョン」 | キャラクターCD『JAZZ-ON!』関連曲                                                   |
| 5月20日  | ACTORS-Singing Contest Edition-sideA                                              | 柴島犾（石谷春貴） | 「とても素敵な六月でした」 | キャラクターCD『ACTORS』関連曲                                                     |
| 7月17日  | Survival of the Illest                                                            | Division All Stars | 「Survival of the Illest」 | ゲーム『ヒプノシスマイク -Alternative Rap Battle-』オープニングテーマ              |
| 9月2日   | ヒプノシスマイク-Division Rap Battle- Official Guide Book 初回限定版特典CD        | Division All Stars | 「SUMMIT OF DIVISIONS」 | キャラクターCD『ヒプノシスマイク』関連曲                                           |
| 9月19日  | Vo Battle Song:03                                                                 | 明治紅ノ介（石谷春貴） | 「Red Zone」 | 『Mics!!』関連曲                                                                   |
| 11月1日  | HYPSTER'S LIMITED                                                                 | Division All Stars | 「ヒプノシスマイク -Division Rap Battle- +」 「ヒプノシスマイク -Division Battle Anthem- +」 「ヒプノシスマイク(D.R.B vs D.B.A)+ HYPSTER MASHUP by TeddyLoid」 | キャラクターCD『ヒプノシスマイク』関連曲                                           |
| 11月4日  | HELIOS Rising Heroes エンディングテーマ Vol.2                                     | ノースセクター | 「TIMELESS BEAT」 | ゲーム『エリオスライジングヒーローズ』エンディングテーマ                           |
| 2021年   |                                                                                   | | |                                                                                    |
| 1月13日  | Straight Outta Rhyme Anima                                                        | Division All Stars | 「ヒプノシスマイク -Rhyme Anima-」 | テレビアニメ『ヒプノシスマイク-Division Rap Battle-』Rhyme Animaオープニングテーマ |
| 1月13日  | Straight Outta Rhyme Anima                                                        | Division All Stars | 「絆」 | テレビアニメ『ヒプノシスマイク-Division Rap Battle-』Rhyme Animaエンディングテーマ |
| 1月13日  | Straight Outta Rhyme Anima                                                        | Division All Stars | 「Rhyme Anima's Mixtape」 | テレビアニメ『ヒプノシスマイク-Division Rap Battle-』Rhyme Anima劇中RAP            |
| 1月13日  | Straight Outta Rhyme Anima                                                        | Buster Bros!!! | 「RUN THIS CITY」 「3 Seconds Killer」 | テレビアニメ『ヒプノシスマイク-Division Rap Battle-』Rhyme Anima劇中RAP            |
| 1月13日  | Straight Outta Rhyme Anima                                                        | Buster Bros!!!、MAD TRIGGER CREW | 「D.R.B Rhyme Anima -1st Battle- Buster Bros!!! VS MAD TRIGGER CREW」                                                                                          | テレビアニメ『ヒプノシスマイク-Division Rap Battle-』Rhyme Anima劇中RAP            |
| 2月24日  | どついたれ本舗 VS Buster Bros!!!                                                  | どついたれ本舗、Buster Bros!!! | 「Joy for Struggle」 | キャラクターCD『ヒプノシスマイク』関連曲                                           |
| 2月24日  | どついたれ本舗 VS Buster Bros!!!                                                  | Buster Bros!!! | 「Re:start!!!」 | キャラクターCD『ヒプノシスマイク』関連曲                                           |
| 2月24日  | 音戯の譜 〜CHRONICLE〜 2nd series 対盤編 終止符をこの手に                         | 音戯の譜〜CHRONICLE〜 ALL STARS | 「終止符をこの手に」 | 『音戯の譜〜CHRONICLE〜』関連曲                                                    |
| 4月23日  | ヒプノシスマイク -Glory or Dust-                                                  | Division All Stars | 「ヒプノシスマイク -Glory or Dust-」 | キャラクターCD『ヒプノシスマイク』関連曲                                           |
| 5月5日   | JAZZ-ON! 「Invisible Chord 2nd」                                                  | 九鬼暁（神尾晋一郎）、九鬼煌真（石谷春貴）                                                                                             | 「agitate」 | キャラクターCD『JAZZ-ON!』関連曲                                                   |
| 6月2日   | JAZZ-ON! 「Tone of Stars Beta」                                                   | 影山新（伊東健人）、氷室奏斗（中島ヨシキ）、九鬼煌真（石谷春貴）、栢橋拓夢（河西健吾）                                                 | 「Tone of Stars Beta」 | キャラクターCD『JAZZ-ON!』関連曲                                                   |
| 6月18日  | Survival of the Illest +                                                          | Division All Stars | 「Survival of the Illest +」 | ゲーム『ヒプノシスマイク -Alternative Rap Battle-』オープニングテーマ              |
| 7月16日  | Hang out!                                                                         | Division All Stars | 「Hang out!」 | ゲーム『ヒプノシスマイク -Alternative Rap Battle-』主題歌                          |
| 8月18日  | スケートリーディング☆スターズ キャラクターソングミニアルバム②                     | Mi*Leon feat. NOA［久遠寺夢空（斉藤壮馬）］                                                                                            | 「リンクのラブパッション☆」 | テレビアニメ『スケートリーディング☆スターズ』関連曲                                |
| 8月25日  | HELIOS Rising Heroes エンディングテーマ Vol.5                                     | 鳳アキラ（豊永利行）、ウィル・スプラウト（近藤隆）、如月レン（石谷春貴）                                                               | 「繋がるWinding Days」 | ゲーム『エリオスライジングヒーローズ』エンディングテーマ                           |
| 8月25日  | Vo Battle Song 2nd:3                                                              | 明治紅ノ介（石谷春貴） | 「Gimme your love」 | 『Mics!!』関連曲                                                                   |
| 9月3日   | 謀計譜（かぞえうた）                                                              | 一寸法師（石谷春貴） | 「謀計譜」 | 『音戯の譜〜CHRONICLE〜』関連曲                                                    |
| 9月8日   | Buster Bros!!! VS 麻天狼 VS Fling Posse                                           | Buster Bros!!!、麻天狼、Fling Posse | 「SHOWDOWN」 | キャラクターCD『ヒプノシスマイク』関連曲                                           |
| 9月8日   | Buster Bros!!! VS 麻天狼 VS Fling Posse                                           | Division All Stars | 「Hoodstar +」 「2nd D.R.B NON-STOP DIVISION MIX」 | キャラクターCD『ヒプノシスマイク』関連曲                                           |
| 9月22日  | ヒプノシスマイク -Division Rap Battle- side B.B & M.T.C+ 第1巻限定版特典CD        | 山田二郎（石谷春貴）、山田三郎（天﨑滉平）                                                                                             | 「Respect each Brother」 | 漫画『ヒプノシスマイク -Division Rap Battle- side B.B & M.T.C+』関連曲             |
| 12月22日 | Sunrise                                                                           | unknown order | 「Sunrise」 「All One Knows」 | 『Live us』関連曲                                                                  |
| 2022年   |                                                                                   | | |                                                                                    |
| 8月17日  | HAPPINESS for ALL                                                                 | Cgrass | 「HAPPINESS for ALL」 | テレビアニメ『神クズ☆アイドル』挿入歌                                              |
| 8月17日  | HAPPINESS for ALL                                                                 | Cgrass | 「INNOCENT STORY」 | テレビアニメ『神クズ☆アイドル』関連曲                                              |
| 11月23日 | 永久少年 Eternal Boys ステージ1                                                   | Story of Love | 「FRIENDS」 | テレビアニメ『永久少年 Eternal Boys』エンディングテーマ                            |
| 2023年   |                                                                                   | | |                                                                                    |
| 1月25日  | 永久少年 Eternal Boys ステージ2                                                   | Story of Love | 「PERFECT WORLD」 | テレビアニメ『永久少年 Eternal Boys』関連曲                                        |
| 2月1日   | IDOLY PRIDE Collection Album [未来]                                               | spring battler | 「サヨナラから始まる物語(春闘 short ver.)」 | ゲーム『IDOLY PRIDE』関連曲                                                        |
| 3月22日  | 永久少年 Eternal Boys ステージ3                                                   | Story of Love | 「Story of Love」 | テレビアニメ『永久少年 Eternal Boys』エンディングテーマ                            |
| 5月24日  | レモンスカッシュスコア vol.1                                                      | Chroma7ree | 「HONEY FLOWER」 「We wanna Dive!」 | キャラクターCD『レモンスカッシュスコア』関連曲                                     |
| 8月23日  | The Block Party -HOMIEs-                                                          | 波羅夷空却（葉山翔太）、山田二郎（石谷春貴）                                                                                           | 「Get busy」 | キャラクターCD『ヒプノシスマイク』関連曲                                           |
| 11月7日  | アポロンさんは神すぎる ユニットソング アルバムCD BROTOI                           | アテナ（榊原優希）、ディオニュソス（石谷春貴）                                                                                         | 「IAPOPOPONIA！」 | 『アポロンさんは神すぎる』関連曲                                                   |
| 2024年   |                                                                                   | | |                                                                                    |
| 8月28日  | 『響け！ユーフォニアム3』キャラクターソングシングル Vol.1                         | 黄前久美子（黒沢ともよ）、塚本秀一（石谷春貴）                                                                                         | 「アンビシャス！」 | テレビアニメ『響け!ユーフォニアム3』関連曲                                         |

### その他参加楽曲
| 発売日        | 商品名                                                                        | 歌       | 楽曲       | 備考 |
| ------------- | ----------------------------------------------------------------------------- | -------- | ---------- | ---- |
| 2022年7月27日 | [Re:collection] HIT SONG cover series feat.voice actors 〜10's-20's EDITION〜 | 石谷春貴 | 「海の声」 |      |